# Rogue
Rogue (МФА: /ˈɹoʊ̯ɡ/о файле, разбойник, плут) — компьютерная игра, написанная в 1980 году. Её основной темой является исследование подземелий. Она была необычайно популярной на университетских Unix-системах в начале 1980-х годов и породила целый жанр, известный как «Roguelike» (Rogue-подобные игры, т. н. «Рогалики»).
Самыми заметными представителями этого жанра являются Moria, NetHack, Angband, ADOM, Dungeon Crawl Stone Soup.

## Игровой процесс
В Rogue игрок выполняет типичную для ранних фэнтезийных ролевых игр роль искателя приключений. Игра начинается на самом верхнем ярусе не нанесённого на карту подземелья с большим количеством монстров и сокровищ.
Цель в том, чтобы пробиться на самый нижний ярус, получить Амулет Йендора,
а затем подняться обратно на поверхность. Постепенно, по мере продвижения вглубь случайно сгенерированного подземелья, возрастает сила монстров и продвижение усложняется, а не получив амулета игрок не может возвращаться на предыдущие уровни.
Всякий ярус подземелья состоит из сетки 3 на 3 комнаты или тупикового коридора, в конце которого можно было бы ожидать комнату. Более поздние варианты также включают вместе с комнатами «лабиринты», извилистые коридоры с тупиками. В отличие от большинства приключенческих игр того времени, расположение подземелья и расположение объектов в нём генерировалось случайным образом. Таким образом, каждое прохождение игры становилось уникальным и в равной степени рискованным как для новичков, так и для опытных игроков.
У игрока есть 3 характеристики — здоровье, физическая сила и опыт. Все 3 характеристики можно как и увеличить с помощью различных зелий и свитков, так и уменьшить, наступив на ловушку или прочитав проклятый свиток. Большой выбор магических зелий, свитков, волшебных жезлов, оружия, брони и еды приводит к высокому разнообразию игры и различным способам выиграть или проиграть. Увеличение жизненного потенциала игрового персонажа всегда является сложной задачей выполнимой убийством монстров и таким образом получением нового уровня.

## Интерфейс пользователя
В первоначальной версии игры все элементы подземелья, включая игрового персонажа и монстров, изображались буквами и символами. Монстры были представлены заглавными буквами (например «Z» обозначала зомби), поэтому в игре присутствовало 26 типов противников. Этот способ отображения подходит для простых символьных терминалов. Rogue была одной из первых широко распространённых приложений, которые использовали библиотеку управления экраном curses. Как и все программы, которые использовали эту библиотеку, игра использует базу termcap чтобы настроиться на возможности терминалов, производимых различными фирмами. Более поздние порты Rogue использовали расширенные наборы символов в текстовом интерфейсе пользователя или заменили его графическими изображениями.
Базовые клавиши управления (h — влево; j — вниз; k — вверх; l — вправо) те же, что и клавиши управления курсором в редакторе vi. Другие игровые действия также используют односимвольные команды: q чтобы выпить (quaff) магический эликсир, w чтобы использовать (wield) оружие, e чтобы съесть (eat) еду, и т. д.

## Авторство
Авторами первой версии Rogue были Майкл Той (англ. Michael Toy), Гленн Вичман (англ. Glenn Wichman) и Кен Арнольд (англ. Ken Arnold). Вначале написанная для ОС Unix, Rogue была портирована Майклом Тоем и Йоном Лейном на IBM PC, а затем Майклом Тоем на Apple Macintosh. Той и Лейн организовали компанию A.I.Design, которая продавала эти версии.
Позже продажей игры занялось известное издательство видеоигр Epyx, которое наняло A.I.Design для портирования игры на персональные компьютеры Amiga, Atari ST, CoCo.
В 1988 году издатель Mastertronic выпустил коммерческий порт Rogue для компьютеров
Amstrad CPC, Commodore 64, и ZX Spectrum.
Для современных операционных систем, таких как Microsoft Windows, Apple Mac OS X, Palm OS, GNU/Linux и производных от BSD существуют многочисленные бесплатные клоны. В литературе на русском игра иногда именовалась «Бродяга».

## Автоматические игроки
Из-за того, что ввод команд и вывод игрового поля изначальной игры происходил через терминальный интерфейс, на Unix относительно легко было перенаправить вывод игры в другую программу. Одна из таких программ, Rog-O-Matic, была разработана, чтобы играть и выигрывать в Rogue. Она и в наше время остаётся интересным объектом для исследований в области дизайна экспертных систем (Кен Арнольд намеренно добавлял в каждый новый релиз Rogue новую возможность, которая ограничивала использование Rog-O-Matic, чтобы посмотреть, как ответят её авторы).
Это привело к разработке других играющих в игры программ (обычно их называют «боргами» или «ботами»), некоторые из которых предназначались для rogue-подобных, в частности, для игры в Angband.